# Louis-Auguste Ollevier
Louis Ollevier (Veurne, 28 augustus 1785 - 26 april 1848) was burgemeester van de Belgische stad Veurne en wellicht lid van de Tweede Kamer der Staten Generaal.

## Levensloop
Louis Auguste Joseph Ollevier was de zoon van Joseph Ollevier (Veurne 1763-1803) en Dorothée Loor (1760-1829). Zij was de dochter van Joannes Loor (1696-1760), schepen en keurheer van Veurne. Overgrootvader Ollevier was griffier in Stavele en grootvader Petrus Ollevier (1734-1805) was griffier in Stavele en schepen in Veurne.
Louis Ollevier was een van de rijkste en invloedrijkste bewoners van de stad. In 1830 leidde hij de Burgerwacht.
In 1810 trouwde hij met Caroline De Smedt (1791-1825), een nakomelinge van de Brugse schilder Matthijs de Visch. Hij hertrouwde in 1829 met Adelaïde Verwaerde (1807-1846). Uit het eerste huwelijk had hij dertien kinderen. Zijn oudste dochter trouwde met Napoleon Herwyn.
Volgens sommige bronnen zou hij onder het Verenigd Koninkrijk der Nederlanden lid zijn geweest van de Tweede Kamer, maar in de biografische opgave van leden komt hij niet voor. Misschien is er verwarring met de Provinciale Staten.

## Burgemeester
Ollevier was een eerste maal burgemeester van Veurne van 1813 tot 1817. Bijna twintig jaar later, na de Belgische onafhankelijkheid, werd hij in 1835 opnieuw burgemeester en bleef dit tot aan zijn dood.

## Ontvangst van koning Leopold I
Op 17 juli 1831 reed koning Leopold I, nadat hij in Adinkerke was aangekomen, via de Veurnestraat naar Veurne. Daar werd hij verwelkomd door de jonge burgemeester en arrondissementscommissaris Charles Dubois en door de kolonel van de burgerwacht, Louis Ollevier, die hem in zijn huis ontving en er de koning een uitgebreide maaltijd aanbood. Op het menu stond champagne, kreeft, krab, tongen uit Nieuwpoort en haantjes uit Veurne-Ambacht. De afsluiter was een grote goudbruine rijsttaart. Leopold bedankte hem met de woorden: "Monsieur, les Flamands ont mis le soleil sur table."

## Sponsor
Louis Ollevier was de stichter en tevens eerste voorzitter van de Veurnse harmonie Sint-Cecilia. Zijn schoonzoon, baron Napoleon Herwyn schonk het vaandel. De zoon van Louis Ollevier, Auguste Ollevier (1812-1859), schepen van Veurne en bankier, was penningmeester van de maatschappij.

## Kustprojecten
Louis Ollevier was eigenaar van circa 176 hectare grond in wat badplaats De Panne zou worden. De scheidingslijn met de nog belangrijker eigendommen van Pierre Bortier was een loodlijn vanaf het strand ten oosten van de "mont blanc" tot het gemeentehuis en dan de Veurnesstraat volgend. De huidige Houtsaegerduinen waren van Ollevier.
Drie generaties Ollevier liggen begraven op het kerkhof van Veurne.